# Beatrice De Alba
Beatrice De Alba é uma maquiadora mexicana. Venceu o Oscar de melhor maquiagem e penteados na edição de 2003 por Frida, ao lado de John E. Jackson.